# Флуоресцеин
Флуоресцеин (диоксифлуоран) — органическое соединение с химической формулой C20H12O5, относящееся к группе ксантеновых красителей, входящей в класс трифенилметановых красителей. Имеет вид оранжево-красных кристаллов, плохо растворимых в воде, с образованием раствора, флуоресцирующего зелёным цветом. Применяется для получения других ксантеновых красителей, а также как адсорбционный и кислотно-основный индикатор.
Уранин — динатриевая соль флуоресцеина, обладающая лучшей растворимостью в воде, чем флуоресцеин.

## Свойства
Красные, либо красно-оранжевые кристаллы, растворимые в ледяной уксусной кислоте, в кипящих этаноле и эфире, водных растворах щелочей, плохо растворимые в воде. Разлагается при 290 °C.
В водных растворах существует в виде смеси (1:1) бензоидной и хиноидной форм и обладает сильной жёлто-зелёной флуоресценцией (отсюда и название). Интенсивность флуоресценции во много раз выше при растворении в органических растворителях диметилсульфоксиде (димексиде) или диметилформамиде.
Реактив выпускают как в виде основания, так и в виде динатриевой соли — уранина. Уранин имеет вид оранжево-красных кристаллов, растворим в воде и плохо растворим в спирте.

## Получение
Получают флуоресцеин конденсацией фталевого ангидрида с резорцином в присутствии хлористого цинка. Реакция проводится при температуре 175—195 °C:

## Применение
Флуоресцеин относится к группе триарилметановых (ксантеновых) красителей; окрашивает в жёлтый цвет шёлк и шерсть. Однако в текстильной промышленности его не применяют вследствие малой прочности выкрасок. Флуоресцеин широко используется для подкрашивания шампуней, пен и солей для ванн, воды в аквариумах и водоёмах, других декоративных целей. Часто его вшивают в ткань спасательных жилетов — при попадании такого жилета в воду образуется огромное ярко-зелёное пятно, хорошо различимое с самолёта. В аналитической химии флуоресцеин используется в качестве люминесцентного кислотно-основного индикатора (интервал перехода — 4,0—5,0). В биохимии и молекулярной биологии изотиоцианатные производные флуоресцеина (англ. FITC, fluorescein isothyocyanate) — в качестве биологических красок для определения антигенов и антител. Практическое значение имеют также некоторые галогензамещённые флуоресцеина, например эозины.
Флуоресцеин используют в тепловых сетях для обнаружения утечек. Флуоресцеин (его динатриевая соль, уранин А) используется также в гидрологии, в том числе в карстологии для выявления перемещения подземных вод и подземных рек.
Созданы другие флюоресцентные красители, например, Oregon Green, Tokyo Green, SNAFL, а также карбоксинафтофлуоресцеин, наряду с Alexa 488, FluoProbes 488 и DyLight 488, их используют для различных химических и биологических экспериментов, в которых требуется повышенная фотостабильность, другие спектральные характеристики.

### В медицине
В офтальмологической практике раствор натриевой соли флуоресцеина (для внутривенного введения) используется в диагностических целях. В России он входит в перечень жизненно необходимых и важнейших лекарственных препаратов.

## Производные
- CFSE